# Filipa Moniz Perestrello
Filipa Moniz Perestrello (Porto Santo, 2 marzo 1455 circa – Roma, 15 giugno 1485) è stata una nobile portoghese, moglie di Cristoforo Colombo.

## Biografia
Figlia di Bartolomeo Perestrello, esploratore portoghese di origine piacentina e governatore di Porto Santo, e di Isabel Moniz. Verso il 1479, Cristoforo Colombo si trasferì a Lisbona, continuando a svolgere, come in passato, l'attività di commerciante. Iniziarono, dunque, dei viaggi verso la Liguria, fino al 1480, quando sposò Colombo.
I due si erano conosciuti frequentando la chiesa di Ognissanti, anche se l'anno in cui si conobbero non è certo, la questione è dibattuta.
La coppia ebbe, nel 1481, il loro unico figlio, Diego, e si trasferirono prima a Porto Santo, dove rimasero per due anni, e successivamente a Madera. Morì a Roma intorno al 1485; la salma venne rimpatriata e tumulata a Lisbona nel Convento do Carmo.